# Arturo Tabera Araoz
Arturo Tabera Araoz (29 de outubro de 1903 - 13 de junho de 1975) foi um cardeal da Igreja Católica Romana que serviu como prefeito da Sagrada Congregação para Institutos Religiosos e Seculares .
Arturo Tabera Araoz nasceu em Barco, perto de Ávila, na Espanha. Ele se juntou à Congregação dos Filhos do Imaculado Coração de Maria em maio de 1915. Ele foi educado no Seminário Claretiano, e o Pontifício Ateneu Romano "S. Apollinare" em Roma, onde obteve um doutorado em direito canônico.

## Sacerdócio
Ele foi ordenado em 22 de dezembro de 1928. Ele foi de 1930 até 1946, um membro do corpo docente da Escola Teológica de Zafra, Badajoz; diretor da revista Ilustración del Clero, Madri; membro da equipe da revista Commemoratium pro religiosis, Roma; secretário da prefeitura de estudos de sua congregação; fundador da revista Vida religiosa, Roma; vice-postulador da causa de beatificação de Marcelo Spinola y Maestre, arcebispo de Sevilha.

## Episcopado
O Papa Pio XII nomeou-o bispo titular de Lirbe e administrador apostólico de Barbastro, Espanha, em 16 de fevereiro de 1946. Ele foi transferido para a diocese de Albacete em 13 de maio de 1950. Ele participou do Concílio Vaticano II em Roma. Ele foi promovido à sede metropolitana de Pamplona pelo Papa Paulo VI em 23 de julho de 1968.

## Cardinalizado
Ele foi criado e proclamado Cardeal-Sacerdote de San Pietro in Montorio no consistório de 28 de abril de 1969 pelo Papa Paulo. Foi nomeado Prefeito da Congregação para o Culto Divino em 20 de fevereiro de 1971. Seu sucessor no governo pastoral da arquidiocese foi anunciado em 4 de dezembro de 1971. O Papa Paulo nomeou-o como Prefeito da Sagrada Congregação para os Institutos Religiosos e Seculares em 8 de setembro de 1973. Ele morreu em 1975 em Roma.